# Guatteria scalarinervia
Guatteria scalarinervia är en kirimojaväxtart som beskrevs av D. R. Simpson. Guatteria scalarinervia ingår i släktet Guatteria och familjen kirimojaväxter. Inga underarter finns listade i Catalogue of Life.